# Roger Cadwallador
Roger Cadwallador (alias Rogers), Né à Stretton Sugwas dans le Herefordshire entre 1562 et 1568 et mort exécuté à Leominster le 27 août 1610 est un prêtre martyr catholique anglais sous le règne de Jacques Ier.

## Biographie
Né dans une famille d'origine galloise restée fidèle à l'Église catholique dans le conté anglais de Herefordshire, il désire jeune se faire prêtre. Ne pouvant recevoir l'ordination dans son pays il part sur le continent et suit des études de théologie au Collège anglais de l'université de Reims avant de poursuivre et d'achever sa formation au Collège anglais de Valladolid. Ordonné prêtre en 1593 il retourne l'année suivante sur sa terre natale où il officie pendant près de 16 années auprès des habitants de la région, une région pauvre et agricole. Sa bonne connaissance du gallois en plus de l'anglais lui est précieuse. En 1610 néanmoins il est arrêté, emprisonné, soumis à la torture et finalement condamné à mort. Son seul crime reconnu est d'être un prêtre catholique. Il subit le supplice réservé aux traîtres à savoir pendaison, éviscération et écartèlement.
Homme de culture il connaissait bien le grec. De lui on a gardé sa traduction en anglais du Philotheus de Théodoret de Cyr, traduit sous le titre de Vies des Pères du désert syriaques.

## Vénération
Déclaré bienheureux par Jean-Paul II en 1987 Roger Cadwallador est l'un des Quatre-vingt-cinq martyrs d'Angleterre et de Galles béatifiés par ce dernier. Il est vénéré par l'Église catholique le 27 août.